# Daphne Caruana Galizia
Daphne Caruana Galizia (Sliema, 26. kolovoza 1964. – Bidnija kod Moste, 16. listopada 2017.), malteška istraživačka novinarka, spisateljica, zviždačica i protukorupcijska aktivistica ubijena zbog otkrića umiješanosti brojnih malteških političkih dužnosnika u organizirani kriminal, koji se očitovao u sudjelovanju brojnih parlamentarnih zastupnika i visokih dužnosnika u pranju novca, utaji poreza, nepotizmu i drugim nezakonitim radnjama.
Otkrila je i poveznicu između malteške industrije mrežnoga kockanja i mreže organizirana kriminala u zemlji koja je prodavala putovnice i druge osobne isprave te za svoje djelovanje primala i novac od azerbajdžanske vlade, uglavnom putem mrežnih uplata. Tijekom 2016. i 2017. godine objavila je nizove prijepiski, zapisnika i dokaza o umiješanosti brojnih malteških političara u kriminalne radnje, a brojna njezina otkrića objavljena su i u sklopu Panamskih dokumenata.
Unatoč brojnim prijetnjama koje je primala desetljećima i dvama policijskim uhićenjima, do smrti je istraživala pronevjere malteških političara. Ubijena je u atentatu izvedenom aktiviranjem auto-bombe u blizini njezine kuće u mjestu Bidnija pokraj Moste 16. listopada 2017. godine. Umorstvo je uzrokovalo političku krizu u zemlji te izazvalo buru u međunarodnoj javnosti. Britanski Financial Times i Guardian prozvali su ubojstvo „udarom na slobodu govora” izvedenim pod pokroviteljstvom „mafijaške države” Malte.
Sredinom travnja 2018., skupina od 45 novinara iz 18 novinskih listova, uključujući britanski Guardian, američki New York Times, francuski Le Monde i Times of Malta, objavio je The Daphne Project, koji predstavlja objavu svih zapisa i otkrića na kojima je Galizia radila netom prije smrti te ih nije uspjela objaviti. Stoga je objava njezinih posljednjih otkrića opisana kao svojevrstan oblik posmrtne zadovoljštine, ali i kao pokušaj podizanja svijesti o daljnjoj prisutnosti kriminala protiv kojega se Galizia borila cijeli život te zbog kojeg je naposljetku i ubijena.
Bila je supruga odvjetnika Petera Caruana Galizie i majke trojice sinova. Najstariji sin Matthew član je Međunarodnog konzorcija istraživačkih novinara.
Zbog sličnih razloga i pod sličnim sumnjivim okolnostima nekoliko mjeseci kasnije ubijen je slovački istraživački novinar Ján Kuciak, te se njegov slučaj zbog brojnih sličnosti povezuje s Galizijinim ubojstvom kao jednim od rijetkih atentata na novinare u povijesti Europske unije.